# Peter van der Waart
Peter van der Waart (1 december 1962) is een voormalig Nederlands voetballer die van 1982 tot 1991 uitkwam voor AZ '67, FC Haarlem, FC Den Bosch '67, FC Utrecht, PEC Zwolle '82 en Roda JC. Hij speelde als aanvaller.

## Statistieken
| Seizoen | Club             | Land      | Competitie     | Wed. | Goals |
| ------- | ---------------- | --------- | -------------- | ---- | ----- |
| 1982/83 | AZ '67           | Nederland | Eredivisie     | 5    | 2     |
| 1983/84 | FC Haarlem       | Nederland | Eredivisie     | 34   | 9     |
| 1984/85 | FC Den Bosch '67 | Nederland | Eredivisie     | 34   | 12    |
| 1985/86 | FC Utrecht       | Nederland | Eredivisie     | 32   | 6     |
| 1986/87 | FC Utrecht       | Nederland | Eredivisie     | 12   | 0     |
| 1987/88 | PEC Zwolle '82   | Nederland | Eredivisie     | 30   | 11    |
| 1988/89 | PEC Zwolle '82   | Nederland | Eredivisie     | 25   | 10    |
| 1989/90 | Roda JC          | Nederland | Eredivisie     | 24   | 4     |
| 1990/91 | Roda JC          | Nederland | Eredivisie     | 4    | 0     |
| 1990/91 | → De Graafschap  | Nederland | Eerste divisie | 6    | 0     |
| Totaal  | Totaal           | Totaal    | Totaal         | 206  | 54    |